# Consejo Nacional de la Cultura y las Artes
El Consejo Nacional de la Cultura y las Artes (CNCA) fue un servicio público chileno, de carácter autónomo, descentralizado y territorialmente desconcentrado, con personalidad jurídica y patrimonio propio, que se relaciona directamente con el presidente de la República, cuya misión es apoyar el desarrollo de las artes y la difusión de la cultura, contribuir a conservar, incrementar y poner al alcance de las personas el patrimonio cultural de Chile y promover la participación de estas en la vida cultural del país. Tenía su sede nacional en la ciudad de Valparaíso y contaba con sedes regionales en todas las capitales de las regiones chilenas.
Fue creado mediante la ley 19891 del 23 de agosto de 2003. Fue reemplazado el 1 de marzo de 2018 por el Ministerio de las Culturas, las Artes y el Patrimonio, creado por la ley 21.045 del 13 de octubre de 2017.

## Historia
El Consejo fue creado después de una larga discusión en el Congreso Nacional, acerca de la mejor manera en que el Estado debía participar en el fomento y promoción de la creación artística y cultural, formando parte del programa de gobierno del presidente Ricardo Lagos Escobar, quien apoyó decididamente su creación, estableciendo primeramente el cargo de Asesor Presidencial de Cultura, que ocupó el destacado académico y abogado Agustín Squella.[cita requerida]
La Ley 19.891, publicada el 23 de agosto de 2003, creó este servicio público a partir de la fusión de la División de Extensión Cultural del Ministerio de Educación, el Departamento de Cultura del Ministerio Secretaría General de Gobierno y la Secretaría Ejecutiva del Comité Calificador de Donaciones Privadas. El primer presidente del Consejo Nacional de la Cultura y las Artes fue José Weinstein Cayuela.
La Ley 21.045, promulgada el 13 de octubre de 2017 y publicada en el Diario Oficial el 3 de noviembre del mismo año. instauró una nueva institucionalidad cultural, creando el Ministerio de las Culturas, las Artes y el Patrimonio, que reemplaza en sus funciones al CNCA.

## Organización

### Directorio Nacional
El Consejo era dirigido por un órgano colegiado denominado Directorio Nacional, integrado por el presidente del Consejo, que tiene rango legal de Ministro de Estado, por los Ministros de Educación y Relaciones Exteriores –quienes pueden delegar su participación en representantes permanentes–, cinco personalidades destacadas del ámbito de la cultura (tres designadas directamente por el presidente de la República y dos con acuerdo del Senado), dos académicos destacados (uno designado por el Consejo de Rectores y el otro por los rectores de universidades privadas autónomas), y un galardonado con el Premio Nacional, elegido por sus pares. Las cinco personalidades de la cultura, los dos académicos y el galardonado con el Premio Nacional duran cuatro años en sus funciones y pueden ser designadas para un nuevo período consecutivo por una sola vez.
Asimismo, contaba con un Comité Consultivo Nacional, órgano que tiene por objeto asesorar al Directorio Nacional en lo relativo a la formulación de las políticas públicas culturales.

### Ministro presidente
El superior jerárquico del CNCA era el presidente del Consejo, quien encabezaba el Directorio nacional y tenía el rango legal de ministro de Estado. Dicho cargo era designado directamente por el presidente de la República, respondiendo directamente ante él de la gestión del Consejo. En caso de ausencia, el presidente del CNCA era subrogado por el subdirector nacional o por el funcionario que corresponda según la estructura orgánica del Consejo.
Cabe destacar que todos aquellos actos administrativos del Consejo en los que, según las leyes, se exija la intervención de un Ministerio, debían realizarse a través del Ministerio de Educación.
El Presidente del CNCA, integra y preside la Fundación Centro Cultural Palacio La Moneda, la Corporación Centro Cultural Gabriela Mistral, la Fundación Orquestas Juveniles, entre otras organizaciones.

### Subdirector
Un subdirector nacional era un funcionario de la exclusiva confianza del presidente del Consejo, cuya responsabilidad era supervisar las unidades administrativas del CNCA, sobre la base de los objetivos y las políticas que fijaba el Directorio y de las instrucciones del Presidente del Consejo. 

### Consejos Regionales de la Cultura y las Artes
Replicando la estructura nacional, el Consejo Nacional de la Cultura y las Artes estaba desconcentrado territorialmente a través de los Consejos Regionales de la Cultura y las Artes, que tenían su domicilio en la respectiva capital regional o en alguna capital provincial. Estos Consejos Regionales estaban encabezados por un director regional, nombrado por el presidente del Consejo, de una terna que le proponía el intendente respectivo, e integrados por el Secretario Regional Ministerial de Educación, y representantes del mundo público y privado regional, en el ámbito cultural.
Los Consejos Regionales eran asesorados por los Comités Consultivos Regionales, integrados únicamente por representantes del mundo cultural regional.

### Fondos de Cultura
El Consejo administra los siguientes fondos públicos concursables en materia de cultura:
- Fondo Nacional de Desarrollo Cultural y las Artes (FONDART)
- Fondo Nacional de Fomento del Libro y la Lectura
- Fondo de Fomento de la Música Nacional
- Fondo de Fomento Audiovisual
- Fondo Nacional para Escuelas Artísticas

### Órganos dependientes
- Consejo Nacional del Libro y la Lectura (CNLL)
- Consejo de Fomento de la Música Nacional (CFMN)
- Consejo del Arte y la Industria Audiovisual (CAIA)
- Comité Calificador de Donaciones Privadas

## Lista de ministros presidentes del Consejo
- Partidos:

     – Independiente
     – Renovación Nacional (RN)
     – Partido por la Democracia (PPD)
     – Partido Socialista (PS)
| N.º | Ministro-presidente | Ministro-presidente         | Partido | Inicio              | Final               | Presidente | Presidente        |
| --- | ------------------- | --------------------------- | ------- | ------------------- | ------------------- | ---------- | ----------------- |
| 1   |                     | José Weinstein Cayuela      | PPD     | 6 de agosto de 2003 | 11 de marzo de 2006 |            | Ricardo Lagos     |
| 2   |                     | Paulina Urrutia Fernández   | Ind.    | 11 de marzo de 2006 | 11 de marzo de 2010 |            | Michelle Bachelet |
| 3   |                     | Luciano Cruz-Coke Carvallo  | Ind.    | 11 de marzo de 2010 | 6 de junio de 2013  |            | Sebastián Piñera  |
| 4   |                     | Roberto Ampuero Espinoza    | Ind.    | 7 de junio de 2013  | 11 de marzo de 2014 |            | Sebastián Piñera  |
| 5   |                     | Claudia Barattini Contreras | Ind.    | 11 de marzo de 2014 | 11 de mayo de 2015  |            | Michelle Bachelet |
| 6   |                     | Ernesto Ottone Ramírez      | Ind.    | 11 de mayo de 2015  | 1 de marzo de 2018  |            | Michelle Bachelet |